# Angleton, Texas
Angleton este un oraș și județ din Brazoria County, Texas, Statele Unite ale Americii, în Houston–The Woodlands–Sugar Land zona metropolitană. Angleton se află la intersecția dintre Autostrada de Stat 288, Autostrada de Stat 35, și Union Pacific Railroad. Populația a fost 18,862 la recensământul din 2010. Angleton este în a 14-a a congresului de district, și este reprezentat de Congresmanul Republican Randy Weber.